# 샤리프 해결안

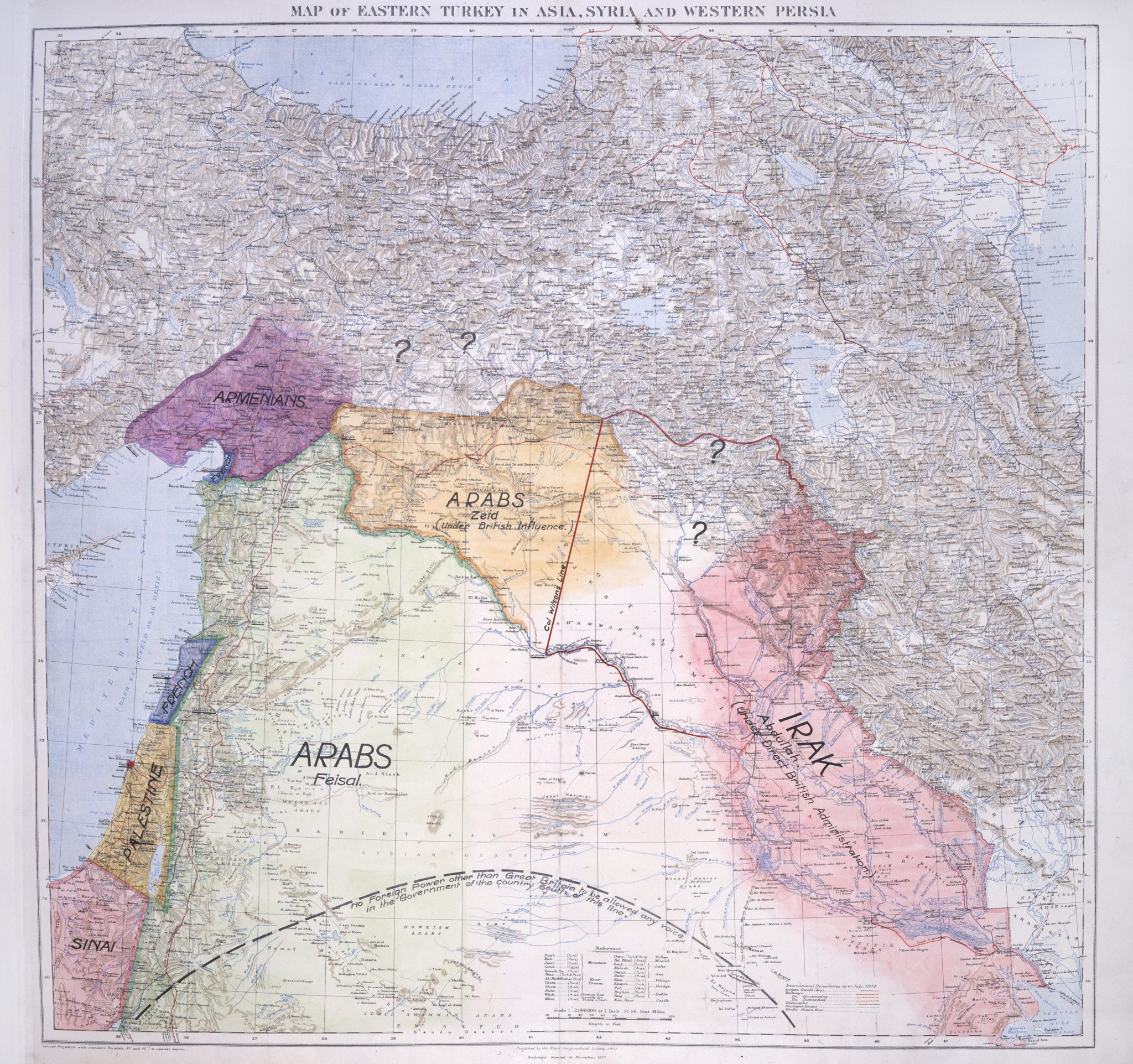
1918년 11월 토머스 에드워드 로런스가 전시 내각 동방 위원회에 제출한 샤리프 해결안 지도

샤리프 해결안(아랍어: 아랍어: الحلول الشريفية)은 오스만 제국 해체 이후 영국과 프랑스의 국민 형성 정책에 대한 비공식적인 명칭이다. 1918년 토머스 에드워드 로런스가 처음 제안한 이 계획은 메카의 샤리프이자 헤자즈의 국왕인 후세인 빈 알리의 세 아들을 중동에 새로 건국되는 국가들의 국가원수로 임명하는 것이었다. 그의 둘째 아들 압둘라 1세는 바그다드와 메소포타미아 저지대를, 셋째 아들 파이살 1세는 시리아를, 넷째 아들 제이드는 알자지라를 통치하게 될 것이었다. 후세인 자신은 이 지역들에서 어떠한 정치적 권한도 행사하지 않을 것이며, 그의 첫째 아들인 알리 빈 후세인은 헤자즈에서 그의 후계자가 될 것이었다.
지출을 억제해야 할 필요성과 프랑스가 1920년 7월 파이살을 시리아에서 축출하고, 1920년 11월 압둘라가 트란스요르단(파이살의 시리아 남부 지역이었음)에 진입하는 등 영국의 통제 범위를 벗어난 요인들을 고려할 때, 최종적인 샤리프 해결안은 다소 달랐다. 이는 식민지부 장관 윈스턴 처칠이 1921년 카이로 회의 이후 실행에 옮긴 영국 정책의 비공식 명칭이었다. 파이살과 압둘라는 각각 이라크와 트란스요르단을 통치하게 될 것이었다. 제이드는 역할을 맡지 못했으며, 궁극적으로 후세인과 헤자즈 왕국과의 만족스러운 합의는 불가능하다는 것이 입증되었다. 이 해결안의 근본적인 아이디어는 한 국가에 압력을 가하여 다른 국가의 복종을 확보할 수 있다는 것이었지만, 실제로 가족 간의 단합이라는 기본적인 가정은 잘못된 것으로 드러났다.
조지 안토니우스의 《아랍인의 각성》(1938)은 이후 처칠이 "모든 혼란을 바로잡았고" 영국이 "우리의 약속을 글자 그대로 그리고 정신적으로 이행했다"는 로런스의 《지혜의 일곱 기둥》(1926)에서의 주장을 깎아내렸다.
압둘라는 1951년 암살되었지만, 그의 후손들은 오늘날까지 요르단을 통치하고 있다. 하심가 왕조의 다른 두 통치 분파는 살아남지 못했다. 알리는 영국이 1924/25년에 후세인에 대한 지원을 철회한 후 압둘아지즈 알사우드에 의해 축출되었고, 파이살의 손자 파이살 2세와 알리의 아들 압둘 일라는 1958년 이라크 쿠데타에서 처형되었다.

## 혼란

### 시리아에서의 실패
파이살은 후세인의 아들들 중 최초로 아랍-영국 공동 군정청인 OETA 동부에서 공식적인 역할을 맡았다. 아랍군과 영국군은 1918년 10월 1일 다마스쿠스에 진입했고, 1918년 10월 3일 알리 리다 알-리카비가 OETA 동부의 군정장관으로 임명되었다. 파이살은 10월 4일 다마스쿠스에 입성하여 리카비를 시리아 이사회의장(즉, 총리)으로 임명했다. 이 영토는 오스만 다마스쿠스 빌라예트와 알레포 빌라예트의 남부 지역으로 구성되었다. 마안과 아카바 지역은 분쟁의 대상이 되었다.
파이살은 사이크스-피코 청색 지대가 맥마흔-후세인 서한에서 후세인에게 약속된 지역의 일부라고 일관되게 주장했다. 1919년 9월 15일, 로이드 조지와 클레망소는 영국군이 11월 1일부터 철수하기로 합의했다. 그 결과, OETA 동부는 1919년 11월 26일 아랍 단독 행정부가 되었다.
한편, 파이살은 런던으로 소환되어 9월 18일에 도착했고, 결국 프랑스와 최선을 다해야 한다는 설명을 들었다. 런던에 있는 동안, 파이살은 그동안 충분히 알지 못했던 모든 맥마흔-후세인 서한 사본을 받았다. 그의 전기 작가에 따르면, 파이살은 이와 관련하여 그의 아버지와 압둘라에게 오해를 받았다고 믿었다. 파이살은 10월 20일 파리에 도착했다.
파이살과 클레망소는 마침내 1920년 1월 6일 프랑스가 시리아의 외교 정책에 대한 프랑스의 통제와 위임을 수락한다는 조건 하에 파이살을 왕으로 하여 시리아의 제한된 독립을 허용하기로 합의했다.
다마스쿠스의 정치 무대는 알나디 알아라비(강력한 팔레스타인 연결고리를 가진 아랍 클럽), 히즈발이스티크랄 알아라비(알파타트와 연결된 아랍 독립당), 알아흐드(이라크가 운영하는 장교 협회) 세 조직이 지배했다.

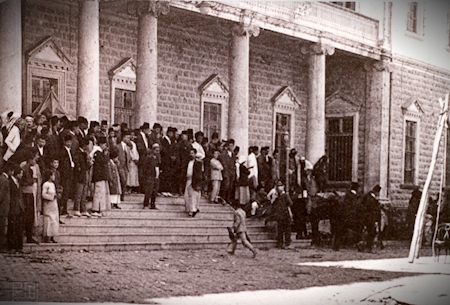
1919년~1920년 다마스쿠스의 시리아 국민 회의
아랍 클럽 건물 계단에서

1월 16일 다마스쿠스로 돌아온 후, 파이살은 클레망소와의 합의의 장점을 지지자들에게 설득하지 못했고, 1920년 3월 8일 시리아 국민 회의는 파이살을 전체 OETA 동부 지역과 명목상 나머지 역사적 시리아 지역(팔레스타인 포함)의 시리아 아랍 왕국의 왕으로 선언했다. 프랑스와 공동으로 커즌 경은 이를 불승인하고 파이살에게 최고 회의에 그의 주장을 제기할 것을 요청했다. 커즌은 3월 30일 프랑스 대사와 만나 월 10만 파운드의 영불 보조금이 1919년 말부터 파이살에게 지급되지 않았으며, 파이살이 "비우호적이고 독립적인 정책"을 추구한다면 지급되어서는 안 된다고 언급했다.
1920년 4월 산레모 회의는 프랑스에게 시리아 위임통치권을 부여했다. 파이살은 참석하도록 초청받았지만 참석하지 않았고, 누리 알사이드, 루스탐 하이다르, 나지브 슈카이르가 비공식적으로 참석했지만, 거의 일주일 늦게 도착하여 회의의 주요 결정에서 고립되었다.
5월 11일, 밀레랑(1월 20일 클레망소를 대체)은 다음과 같이 썼다.
...프랑스 정부는 에미르가 수락한 합의 원칙의 일상적인 위반을 더 이상 용인할 수 없습니다... 파이살은 헤자즈 국왕의 대표이자 범아랍 주장의 대표, 그리고 프랑스의 위임통치를 받는 시리아의 왕자라는 이 세 가지 역할을 동시에 할 수 없습니다.

프리드먼에 따르면, 1920년 4월 26일 후세인은 알렌비에게 평화 회의에 대한 독점적인 대표권을 주장했으며, 파이살을 대신하여 압둘라를 임명했고, 1920년 5월 23일에는 로이드 조지에게 "시리아 회의에서 내린 결정에 비추어 볼 때, 파이살은 시리아를 대변할 수 없다"고 전보를 보냈다.
시리아-프랑스 전쟁과 마이살룬 전투 이후 1920년 7월 25일 시리아 아랍 왕국은 존재하지 않게 되었다.

### 위임통치, 돈, 그리고 영국 정치
1920년 내내 영국의 중동 정책은 자주 논의되었다. 그 지역을 아는 의원들이 있었고, 의회가 정책에 의문을 제기할 수 있는 수단을 제공했다. 파리는 영국의 팔레스타인 정책에 대한 의회 논의의 많은 사례를 언급한다.
영국은 아랍인들, 특히 후세인이 위임통치령, 특히 팔레스타인 위임통치령을 승인하도록 하는 데 주력했다. 후세인은 베르사유 조약을 비준하지 않았고, 세브르 조약에 서명하지 않았으며, 위임통치령을 수락하지도 않았다. 후세인의 서명은 아랍인들에게 약속이 이행되지 않았다고 반복적으로 주장하는 의회 파벌들을 잠잠하게 할 수 있었을 것이다. 이는 처칠의 샤리프 해결안이라는 취약한 구조를 약화시켰는데, 이 해결안은 부분적으로 가족 관계망이라는 아이디어에 기반하고 있었다.
전쟁장관으로서 처칠은 1919년부터 중동 영토에서 철수를 주장해왔는데, 이는 영국이 "어떠한 수익 가능성도 훨씬 초과하는 군사 시설 및 개발 작업에 막대한 비용을 초래할 것"이기 때문이었고, 1920년 팔레스타인에 대해서는 "팔레스타인 사업은 철수하기 가장 어렵고, 물질적인 종류의 이익을 결코 가져다주지 않을 것"이라고 언급했다.
1921년 2월 14일, 처칠은 식민지부에 취임하여 중동에서 경비를 절감하는 임무를 맡았다. 그는 이 목적과 영아랍 합의를 위해 카이로에서 회의를 주선했다.

## 카이로와 예루살렘
처칠과 로런스 외에 대표단에는 퍼시 콕스와 허버트 새뮤얼은 물론 거트루드 벨과 이라크인 두 명인 파이살과 잘 알려진 자파르 알 아스카리와 당시 이라크의 임시 국방 및 재무 장관인 사순 헤스케일이 포함되었다. 3월 23일 처칠은 예루살렘으로 떠났고 4월 2일 런던으로 돌아왔다.
1921년 6월 14일 의회에 보고된 회의 결과와 관련하여 처칠은 다음과 같이 말했다.
우리는 메수포타미아(에미르 파이살이 진행 중인 곳)와 트란스요르단(에미르 압둘라가 현재 담당하는 곳) 모두에서 샤리프 해결안이라고 부를 수 있는 방안을 강력히 지지하고 있습니다. 우리는 또한 메카의 샤리프 후세인 국왕에게도 원조와 지원을 제공하고 있습니다. 그의 국가와 재정은 우리 무슬림 동포들이 깊은 관심을 갖고 있으며 재개되기를 바라는 순례의 중단으로 심각한 영향을 받았습니다. 이 샤리프 정책이 다른 아랍 추장들에게 미치는 반향을 신중하게 주시해야 합니다.

### 압둘라와의 만남

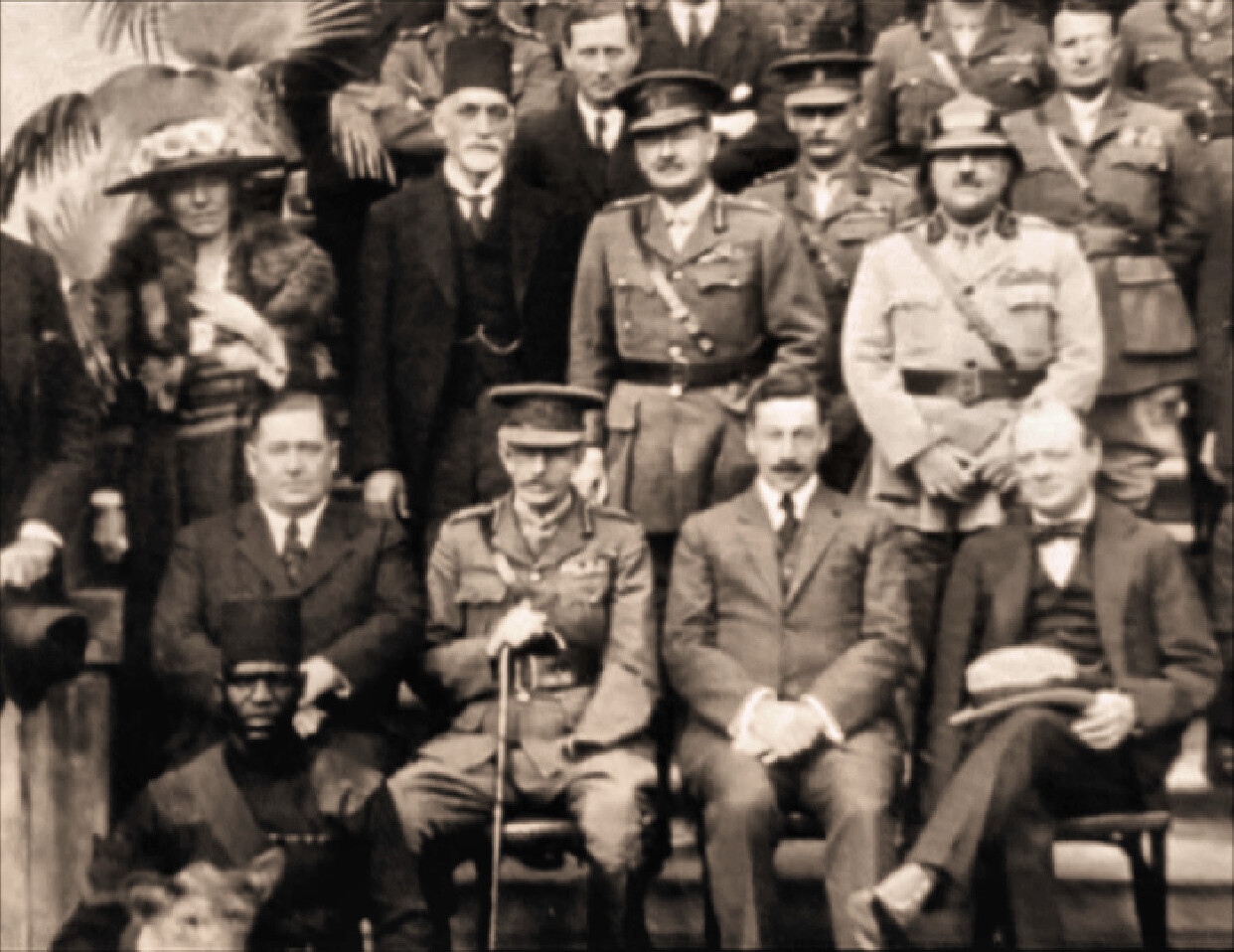
앉은 사람들: 오른쪽부터: 윈스턴 처칠, 허버트 새뮤얼
선 사람들 첫째 줄: 왼쪽부터: 거트루드 벨, 사순 에스켈 경, 원수 에드먼드 앨런비, 자파르 파샤 알아스카리

압둘라는 샤리프 알리 빈 알 후세인 알 하리티를 자신의 특사로 북쪽으로 보냈고, 루드는 1921년 2월 초까지 영국이 "샤리프의 영향력이 이제 트란스요르단의 지방 정부와 영국 고문의 영향력을 완전히 대체했으며, 압둘라가 봄에 북쪽으로 진격한다면 그는 대다수 인구에게 그 나라의 통치자로 간주될 것임을 인식해야 한다"고 결론 내렸다고 언급한다. 압둘라는 3월 2일 암만에 도착했고, 사무엘을 안심시키기 위해 아우니 압드 알하디를 예루살렘으로 보냈는데, 사무엘은 트란스요르단이 시리아 공격을 위한 기지로 사용될 수 없다고 주장하며 압둘라에게 처칠이 카이로에 도착할 때까지 기다려 줄 것을 요청했다.
3월 28일부터 30일까지 처칠은 압둘라와 세 차례 회담을 가졌다. 처칠은 트란스요르단을 아랍 총독이 영국 행정부 통제를 인정하고 팔레스타인과 트란스요르단 고등판무관에게 책임을 지는 아랍 주로 구성할 것을 제안했다. 압둘라는 고등판무관에게 책임지는 위임통치령 팔레스타인 전체 지역을 통제해야 한다고 주장했다. 대안으로 그는 그의 형제에게 약속된 영토(이라크)와의 연합을 주장했다. 처칠은 두 요구를 모두 거부했다.
요르단 서쪽 유대인 왕국에 대한 압둘라의 두려움에 대해 처칠은 "수십만 명의 유대인들이 단시간 내에 이 나라로 쏟아져 들어와 기존 주민을 지배할 것"이라고 예상되지 않을 뿐만 아니라, 이는 "매우 불가능하다"고 선언했다. "유대인 이민은 매우 느린 과정이 될 것이며, 기존 비유대인 주민의 권리는 엄격히 보존될 것"이라고 했다. "트란스요르단은 팔레스타인의 현재 행정 체계에 포함되지 않을 것이며, 따라서 위임통치령의 시온주의 조항은 적용되지 않을 것이다. 히브리어는 트란스요르단에서 공식 언어로 지정되지 않을 것이며, 지방 정부는 유대인 이민 및 식민지화를 장려하는 어떠한 조치도 취하지 않을 것"이라고 했다. 팔레스타인에 대한 영국 정책에 대해 허버트 새뮤얼은 "그곳에 유대인 정부를 세우는 문제는 없었다... 어떤 아랍인에게서도 땅을 빼앗지 않을 것이며, 무슬림 종교는 어떤 식으로든 건드리지 않을 것"이라고 덧붙였다.
영국 대표들은 압둘라가 시리아 민족주의자들의 반프랑스 행동을 통제할 수 있다면, 그의 형제가 메소포타미아 왕위에 오르는 것에 대한 프랑스의 반대를 줄일 수 있을 것이며, 심지어 압둘라 자신이 다마스쿠스의 시리아 에미르로 임명될 수도 있을 것이라고 제안했다. 결국, 압둘라는 프랑스 쪽으로의 진격을 멈추고 요르단강 동쪽 지역을 6개월간 시범적으로 통치하는 것에 동의했으며, 이 기간 동안 월 5,000파운드의 영국 보조금을 받기로 했다.

## 트란스요르단

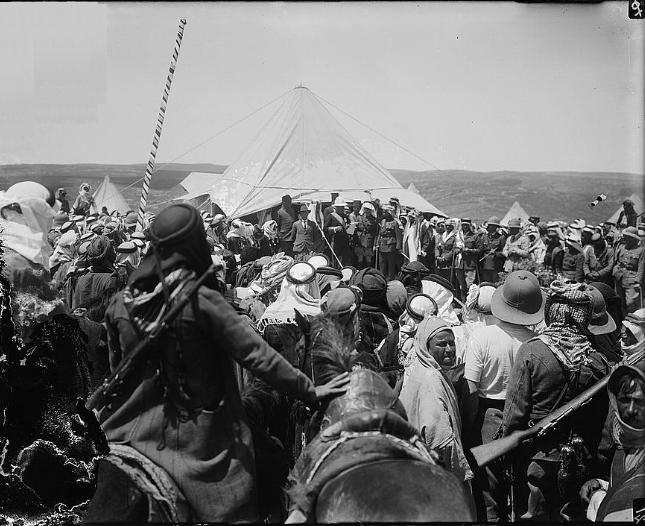
1921년 4월, 암만에서 압둘라 1세를 트란스요르단 지도자로 선포하는 모습

이 지역은 1920년 7월 프랑스가 파이살 국왕을 패퇴시킨 후 프랑스의 프랑스 위임통치령 시리아 지역에서 분리되어 트란스요르단의 일부가 되었다.
한동안 이 지역에는 확립된 통치자나 점령 세력이 없었다. 노먼 벤트위치는 영국이 군대나 행정부를 보내지 않자 "아랍인들은 자신들의 운명을 개척하도록 남겨졌다"고 썼다. 허버트 새뮤얼은 이 지역이 "정치적으로 버려졌다"고 썼다.
9월 7일, Rufaifan al-Majali(카라크)와 Sultan al-'Adwan(발카), 모두 영국 지지자들은 후세인으로부터 그의 아들 중 한 명이 시리아에서 프랑스를 축출하기 위한 운동을 조직하기 위해 북쪽으로 오고 있다는 전보를 받았다. 압둘라는 1920년 11월 21일 마안에 도착하여 1921년 2월 29일 떠나 1921년 3월 2일 암만에 도착했다.
압둘라는 1921년 4월 11일 자신의 정부를 수립했다.

## 이라크

### 압둘라의 이라크 야심
파이살이 시리아 국왕으로 선포되던 날, 알아흐드는 이라크 의회(자파르 알 아스카리와 그의 처남 누리 알 사이드를 포함한 다마스쿠스의 29명의 이라크인 의회)를 소집하여 압둘라를 국왕으로, 제이드를 그의 부왕으로 하여 이라크의 독립을 요구했으며, 궁극적으로는 이라크와 시리아의 연합을 요구했다. 이라크의 영국에 대한 반란은 몇 주 후인 1920년 6월 말에 시작되었다.

### 파이살의 이라크 야심
시리아 아랍 왕국이 함락된 후, 파이살은 하이파(8월 1일~18일)를 거쳐 이탈리아로 향했고, 1920년 8월 25일 나폴리에 도착했다. 도중에 이집트 헤자즈 대표인 압둘 말리크 알 카티브는 파이살에게 후세인의 편지를 전달했는데, 이 편지에는 파이살이 영국 정부와 맥마흔-후세인 서한을 바탕으로만 정책을 논의해야 하며, "별도의 왕국을 선언하고 후세인의 대표로 남는 것에 만족하지 않은" 파이살을 비난하는 내용이 담겨 있었다. 아랍국 국장의 보고서에 따르면, 파이살과 압둘 말리크 간의 논의에 대해 이라크와 관련하여 "...영국 정부가 그가 가기를 원한다면 그는 통치자로서든 압둘라의 섭정으로서든 준비가 되어 있었다..."
파이살은 로이드 조지가 휴가 중인 스위스로 향했지만, 영국으로부터 영국으로 초대받을 때까지 기다려 달라는 메시지를 받고 단념했으며, 대신 코모 호수로 가서 다음 세 달 동안 머물렀다.
11월에 후세인은 파이살을 유럽 헤자즈 대표단의 수장으로 임명했고, 11월 28일 영국으로 떠났다.

#### 영국에 있는 파이살
파이살은 12월 1일 영국에 도착했고, 12월 4일 조지 국왕을 알현했다. 초기에 영국이 우려를 표하자, 파이살은 12월 초에 후세인에게 전보를 보내 압둘라가 프랑스에 대한 위협적인 행동으로 런던 회담을 방해하지 않도록 중재해 달라고 요청했다.
12월 9일, 파이살의 전기작가에 따르면, 하이다르는 그의 일기에 "우리는 로렌스와 호가스와 점심을 먹었다... 로렌스의 발언으로 볼 때 영국은 이라크에서 행동할 것으로 보인다. 그(로렌스)는 우리의 주님(파이살)에게 그의 견해를 물었다. 그(파이살)는 그의 가족과의 갈등으로 이어질지라도 마음속으로는 이 (위치)를 원하고 있다는 것은 의심할 여지가 없다"고 기록했다.
12월 19일 후세인으로부터 공식 논의를 시작할 권한을 받은 파이살은 하이다르와 가브리엘 하다드 장군과 함께 12월 23일 존 틸리 경, 휴버트 영과 키나한 콘월리스를 만났다. 이 회의에서 허심탄회한 의견 교환이 이루어졌는데, 커즌을 대표하는 틸리는 후세인의 세브르 조약 서명 문제를 제기했고, 파이살은 영국이 자신에게 한 약속을 이행할 의도가 확실해질 때까지 후세인이 서명하지 않을 것이라고 설명했다. 맥마흔-후세인 서한과 그 의미에 대한 논의가 있었고, 영어와 아랍어 버전을 나란히 놓고 비교하여 해결책을 찾기로 합의했다.
다음 날 영어와 아랍어 본문이 비교되었다. 회의에 참석했던 한 관계자는 다음과 같이 말했다.
후세인 국왕에게 보낸 아랍어 버전에서는 영국이 언급된 모든 범위 내에서 프랑스에 피해 없이 자유롭게 행동할 수 있는 것처럼 번역되어 있습니다. 이 구절은 물론 우리의 닻과 같았습니다. 이를 통해 우리는 프랑스에게 그들의 권리를 유보해 두었다고 말할 수 있었고, 아랍인들에게는 결국 프랑스와 합의에 도달해야 할 지역이 있다고 말할 수 있었습니다. 이렇게 단단한 기반이 우리 발밑에서 사라지는 것은 매우 곤란합니다. 저는 영국 정부가 파이살을 메소포타미아로 보내는 일종의 속죄의 기회를 잡을 것이라고 생각합니다.
파리스는 케두리를 인용하여 영의 번역이 잘못되었고, "영, 콘월리스, 스토어스 모두 오해한 것으로 보인다"고 주장했으며, 프리드먼은 파이살이 제출한 아랍어 문서가 "진본이 아니며", "날조된 것"이라고 주장했다.
1월 초, 파이살은 영이 주문한 "1914년부터 1916년 6월 메카 샤리프의 반란 발발까지의 역사적 문서 요약"이라는 인쇄본을 받았다. 영은 1920년 11월 29일에 "헤자즈와의 가능한 협상에 대한 외무부 각서"를 작성했는데, 이는 조약의 의도된 내용에 대해 다루었으며, 아랍어 번역이 다마스쿠스 빌라예트를 지칭한다고 해석했다. 이는 팔레스타인이 아랍 지역에서 제외될 의도였다는 주장이 처음 제기된 것이었다.
1월 7일과 8일 새벽까지 콘월리스는 커즌의 지시에 따라 비공식적으로 이라크에 대한 파이살의 의향을 타진했다. 파이살은 위임통치에 원칙적으로 동의하고 프랑스에 대한 음모를 꾸미지 않기로 했지만, 자신의 입후보에 대해서는 애매모호한 태도를 보였다.
"나는 결코 후보로 나서지 않을 것입니다"...후세인은 "압둘라가 메소포타미아로 가기를 원하며", "국민들은 내가 나 자신을 위해 일하고 국가를 위해 일하지 않는다고 믿을 것입니다." 그는 "영국 정부가 압둘라를 거부하고 나에게 그 임무를 맡아달라고 요청하고, 국민들이 나를 원한다고 말한다면" 갈 것이라고 했다. 콘월리스는 파이살이 메소포타미아에 가고 싶어 하지만, 자신을 내세우거나 압둘라에 반대하지는 않을 것이라고 생각했다.
1월 8일, 파이살은 로렌스, 콘월리스, 존경하는 윌리엄 오름스비-고어, 하원 의원과 월터 기네스 하원 의원과 함께 에드워드 터노어, 윈터턴 백작의 시골집에서 주말을 보냈다. 알라위는 윈터턴의 회고록을 인용하여 파이살이 수많은 시간의 논의 끝에 이라크의 왕이 되는 것에 동의했다고 주장한다. 파리스는 윈터턴이 로이드 조지의 개인 비서인 필립 커로부터 총리가 "파이살이 받아들인다면 이라크 왕위를 제안할 준비가 되어 있다. 에미르의 수락을 확신하지 못한다면 제안하지 않을 것"이라는 메시지를 받고 접근했다고 말한다. 파리스는 또한 회의와 그 결과가 비밀로 유지되었다고 말한다.
1월 10일, 파이살은 로렌스, 오름스비 고어, 기네스와 만났다. 알라위는 영국 중동 정책 담당 부서의 다가올 변화와 헤자즈의 상황에 대해 논의했다고 말한다. 파이살은 영국 정부가 자신을 지명해야 한다며 이라크와 관련하여 계속 망설였다. 로렌스는 나중에 처칠에게 이 회의에 대해 보고했지만, 영국 정부가 공식 제안을 한다면 파이살이 이라크 지명을 수락할지 아직 확인할 수 없었다.
파이살과 하닷은 1921년 1월 13일 커즌을 만났다. 파이살은 이븐 사우드에 대해 우려했고, 인도 사무소가 그를 지지하는 것처럼 보였으므로 영국의 입장을 명확히 하고자 했다. 커즌은 후세인이 베르사유 조약 서명을 거부함으로써 자신의 안전을 위협한다고 생각했다. 파이살은 헤자즈를 위한 무기와 보조금 재개를 요청했지만 커즌은 거절했다.
로렌스는 1921년 1월 17일 처칠에게 보낸 편지에서 파이살이 이라크, 트란스요르단, 시리아에서의 아랍 주권을 대가로 "팔레스타인에 대한 그의 아버지의 모든 주장을 포기하기로 합의했다"고 썼다. 프리드먼은 이 편지가 로렌스에서 마쉬(처칠의 개인 비서)에게 보낸 것이라고 언급하며, 1월 17일이라는 날짜가 잘못되었다고 주장하고("필기의 오류 또는 오타"), 가장 가능성 있는 날짜는 2월 17일이라고 주장한다. 프리드먼은 또한 이 진술을 포함하지 않는 로렌스에서 처칠에게 보낸 날짜 미상("아마도 2월 17일") 편지도 언급한다. 파리스는 마쉬 편지만 언급하며, 증거가 불분명하다고 주장하면서도, 이 편지가 1월 8일 직후 윈터턴 백작의 시골집에서 열린 회의를 묘사했을 수 있다고 제안한다.
1월 20일, 파이살, 하닷, 하이다르, 영, 콘월리스, 로널드 린제이가 만났다. 파이살의 전기작가는 이 회의가 나중에 파이살에게 불리하게 작용할 오해를 낳았다고 말한다. 처칠은 나중에 의회에서 파이살이 팔레스타인 영토가 독립 아랍 왕국을 위한 지원 약속에서 명시적으로 제외되었다는 것을 인정했다고 주장했다. 알라위는 회의록이 파이살이 영국 정부의 교환 해석을 반드시 동의하지 않고도 받아들였다는 것만을 보여준다고 말한다.1922년 의회에서 처칠은 이를 확인했다. "...1921년 1월 20일 외무부에서 열린 대화는 (아랍인의) 주장이 제기된 서한이 작성된 지 5년 이상 지난 시점에서 이루어졌습니다. 그 자리에서 폐하 정부의 관점이 에미르에게 설명되었고, 에미르는 팔레스타인을 제외하려는 폐하 정부의 의도였다는 진술을 받아들일 준비가 되어 있다고 표현했습니다."
루드는 이라크와 관련하여 린제이가 회의 기록에서 "그가 샤리프 왕가의 구성원이라면 우리는 그를 환영해야 한다. 압둘라라면 좋고. 파이살이라면 어쩌면 더 좋다"고 언급했다고 말한다.
1921년 2월 3일 팔레스타인 위임통치령 12월 7일 초안이 더 타임즈에 실렸고, 파리스에 따르면 파이살은 1월 6일 커즌에게 공식적으로 항의했으며, 그 내용의 요지도 2월 9일 더 타임즈에 실렸다. 역사가 수잔 페더슨에 따르면, 파이살은 또한 2월 16일 그의 아버지를 대신하여 국제연맹에 청원을 제출했는데, 이 청원은 상황이 전시 약속뿐만 아니라 규약 22조를 위반했다고 주장했다. 이 청원은 터키와 평화 조약이 체결되지 않았다는 "의심스러운" 이유로 "수리 불가" 판결을 받았다.
2월 16일 파이살은 로렌스와 만났고, 알라위는 로렌스가 "나는 방금 식민지부의 중동 담당 부서에 임명을 수락했다고 그에게 설명했다... 그리고 나서 가까운 미래에 일어날 수 있는 일에 대해 이야기했는데, 이집트에서 열릴 수 있는 회의를 언급했다... 그 회의에서는 서아시아 아랍 지역의 정치, 헌법, 재정이 논의될 것이다... 이 모든 것은 그의 민족, 특히 그의 가족에게 직접적인 관심사이며, 나는 현재 징후가 모든 당사자에게 만족스러운 해결책에 대해 합리적으로 희망을 가질 만하다고 생각했다"고 말했다고 인용한다. 카르쉬는 비슷한 보고를 하면서도 마쉬 서한을 이 회의와 연결시키지 않는다. 이 회의는 프리드먼에 의해 로렌스가 마쉬에게 보낸 날짜 미상 편지의 주제가 되는 회의로 확인되었다.
2월 22일, 파이살은 처칠을 만났고 로렌스가 통역했다. 로렌스가 기록한 바에 따르면, 파이살의 위임통치 수락과 프랑스에 대한 음모를 꾸미지 않겠다는 약속은 명시적으로 합의되지 않았다. 파이살은 처칠에게 위임통치에 대해 물었고, 위임통치가 중요하다고 생각하면서도 위임통치가 무엇을 의미하는지에 대해 의구심을 표명했다. 회의는 처칠이 파이살에게 3월 25일까지 '일이 정리될 수도 있다'고 말하고 파이살은 '그의 조언이나 동의가 필요할 경우' 런던에 머물러야 한다고 말하면서 마무리되었다.
3월 10일, 파이살은 런던 회의 — 하원 연합국 회의에 제출된 각서를 제출했다. 파이살은 2월 21일 로이드 조지에게 후세인의 세브르 조약에 대한 입장을 재차 강조하며 헤자즈 대표단이 참석할 수 있도록 요청하는 편지를 보냈다. 로이드 조지는 회의에서 편지를 상정했지만 프랑스가 반대했고, 결국 파이살을 대신하여 하닷의 제출을 받는 데 동의했다.
카이로 회의는 3월 12일에 시작되어 파이살의 이라크 후보 지명에 대해 숙고한 후, 3월 22일 로이드 조지는 처칠에게 내각이 "...귀하의 권고의 집단적 힘에 매우 감명받았다... 그리고 사건의 순서는 다음과 같아야 한다고 생각되었다"고 말했다.
시 P. 콕스는 가능한 한 빨리 메소포타미아로 돌아가, 파이살의 입후보를 수락하고 그에게 이라크 통치자의 지위를 수락하도록 요청하는 절차를 시작해야 한다. 그 동안 프랑스에게 어떤 발표나 통보도 해서는 안 된다. 그러나 파이살에게는 더 이상 영국에 머물 필요가 없으며, 가장 빠른 경로로 메카로 돌아가 그의 아버지를 상의해야 한다고 사적으로 통보할 것이다. 우리의 최신 보고서에 따르면 그의 아버지는 평소보다 더 불쾌한 상태인 것 같다. 파이살에게는 또한 그가 그의 아버지와 형제의 동의를 얻어 메소포타미아의 후보가 되고 그 나라의 국민들에게 수락된다면, 우리는 그들의 선택을 환영할 것이며, 물론 그가 국제연맹에 제출된 위임통치 조건을 수락할 준비가 되어 있고, 프랑스를 상대로 음모를 꾸미거나 공격하지 않을 것이라는 이중 조건이 따른다...
위의 조건이 충족되면 파이살은 적절한 시점에 메카에서 자신이 후보로 나서고 싶다는 의사를 밝히고 메소포타미아 국민들에게 호소해야 한다. 이 단계에서 우리는 필요하다면 프랑스와 소통할 수 있을 것이며, 그들은 어떤 의심이나 불쾌함이 있더라도 우리의 이전 선언에 엄격히 부합하는 행동 방침에 대해 항의할 근거가 없을 것이다.

로렌스는 3월 23일 파이살에게 전보를 보냈다: "일이 정확히 희망대로 진행되었다. 가장 빠른 경로로 즉시 메카로 출발해주십시오... 도중에 만나서 세부 사항을 설명해드리겠습니다." 파이살은 4월 초 영국을 떠났다.

#### 고향으로 돌아오다
1921년 4월 11일 포트사이드에서 파이살은 로렌스를 만나 카이로 회의와 향후 계획에 대해 논의했다. 회의에 대해 로렌스는 처칠에게 파이살이 자신의 역할을 다하고 프랑스를 공격하거나 음모를 꾸미지 않겠다고 약속했다고 썼다. 파이살은 다시 위임통치에 대한 유보적인 입장을 표명했다.
파이살은 4월 25일 제다에 도착하여 메카에서 후세인과 협의하고 다가올 이라크 도착을 준비한 후, 6월 12일 바스라로 떠났다. 그와 함께 1920년 반란 이후 헤자즈로 피난했던 이라크인들이 영국 이라크 당국이 선포한 사면의 일환으로 귀국했으며, 그의 측근 참모들(하이다르와 타신 카드리 포함)도 동행했다. 새로 임명된 그의 고문인 콘월리스도 있었다.

#### 파이살의 부상

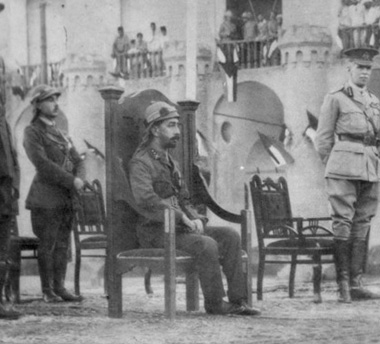
1921년 파이살 왕자의 이라크 국왕 즉위식

파이살은 1921년 6월 23일 이라크에 처음 도착했으며, 불과 두 달 뒤인 1921년 8월 23일에 국왕으로 즉위했다.

## 후세인과 헤자즈

### 보조금 감축 및 중단
1916년부터 1919년 4월까지 650만 파운드를 받은 후, 1919년 5월에는 보조금이 월 10만 파운드(20만 파운드에서 감축)로 줄었고, 10월부터는 7만 5천 파운드, 11월에는 5만 파운드, 12월에는 2만 5천 파운드로 줄어들어 1920년 2월 이후에는 더 이상 지급되지 않았다. 처칠이 식민지부를 인수받은 후, 그는 보조금 지급을 지지하며 이라크에서 예상되는 재정 절약을 고려할 때 10만 파운드가 예외적인 금액이 아니며, 심지어 샤리프 계획을 고려하면 후세인이 이븐 사우드보다 더 많은 금액을 받아야 한다고 주장했다. 이것은 내각이 결정한 문제였는데, 동시에 보조금을 6만 파운드로 제한하고 이븐 사우드와 동일한 금액으로 책정하며 외무부의 의견이 필요하다고 보았고, 커즌은 평화 조약에 후세인의 서명을 원했다.

### 조약 서명 거부
1919년 후세인 국왕은 베르사유 조약 비준을 거부했다. 1920년 8월, 세브르 조약 서명 5일 후, 커즌은 카이로에 두 조약 모두에 후세인의 서명을 얻어낼 것을 요청했고, 서명 조건으로 3만 파운드를 지급하기로 합의했다. 후세인은 거절했으며, 1921년 2월에는 "팔레스타인을 시온주의자들에게, 시리아를 외국인들에게 할당하는 문서에 자신의 이름을 서명할 수는 없다"고 진술했다.
1921년 7월, 로렌스는 후세인과의 조약 체결 및 베르사유와 세브르 조약에 대한 국왕의 서명을 얻기 위해 외무부에 배정되었으며, 연간 6만 파운드의 보조금이 제안되었다. 이를 달성하면 지금까지 거부되었던 위임통치 인정이 포함되어 샤리프 삼각 관계가 완성될 것이었으나, 이 시도 또한 실패했다. 1923년 동안 영국은 후세인과의 미해결 문제를 해결하기 위해 한 번 더 시도했지만, 다시 실패했다. 후세인은 자신의 영역이라고 인식하는 위임통치령을 계속해서 인정하기를 거부했다. 후세인은 1924년 1월 암만으로 가서 사무엘과 클레이턴과 추가 논의를 했다. 1924년 3월, 후세인이 칼리프를 자칭하고 나서 정부는 잠시 동안 조약에서 문제의 조항을 삭제할 가능성을 고려했지만, 더 이상의 협상을 중단했다.

### 영국과 순례
무슬림 세계(당시 영국은 사실상 무슬림 제국을 통치했다)와 영국 자체에 대한 메카의 중요성은 오스만 제국에 대한 반란의 잠재적 중심지로서 성공적인 하즈가 후세인의 위상을 높일 뿐만 아니라 간접적으로 영국의 위상도 높일 것이라는 생각에 기반하여 관심이 더욱 증폭되었다.

### 1924년 칼리프 주장
1924년 3월 7일, 오스만 칼리프제가 폐지된 지 나흘 후, 후세인은 자신을 모든 무슬림의 칼리프라고 선포했다. 그러나 후세인의 명성은 영국과의 동맹, 오스만 제국에 대한 반란, 그리고 구 오스만 아랍 지역이 수많은 국가로 분할된 것으로 인해 무슬림 세계에서 손상되었다. 그 결과 그의 선포는 이집트와 인도와 같은 인구 밀집 지역의 무슬림 국가들에서 지지보다는 비판을 더 많이 받았다.

### 네지드와의 관계
1923년 말에 가까워지면서 헤자즈, 이라크, 트란스요르단은 모두 네지드와 국경 문제를 겪고 있었다. 쿠웨이트 회의는 1923년 11월에 시작되어 1924년 5월까지 단속적으로 계속되었다. 후세인은 처음에 이븐 사우드가 받아들일 수 없는 조건이 아니면 참석을 거부했다. 후세인이 마침내 자신의 아들 제이드를 통해 대표하기로 동의한 후에도 후자가 자신의 아들을 보내지 않으면서 회의는 끝이 났다.

### 퇴위
지역적 압력 끝에 후세인은 1924년 10월 4일 퇴위하고 10월 14일 제다를 떠나 아카바로 향했다. 알리는 왕위를 계승했지만 1925년 12월 19일 퇴위하고 이라크의 파이살에게 합류하여 헤자즈의 하심 왕조 통치를 끝냈다.

## 샤리프 가계도

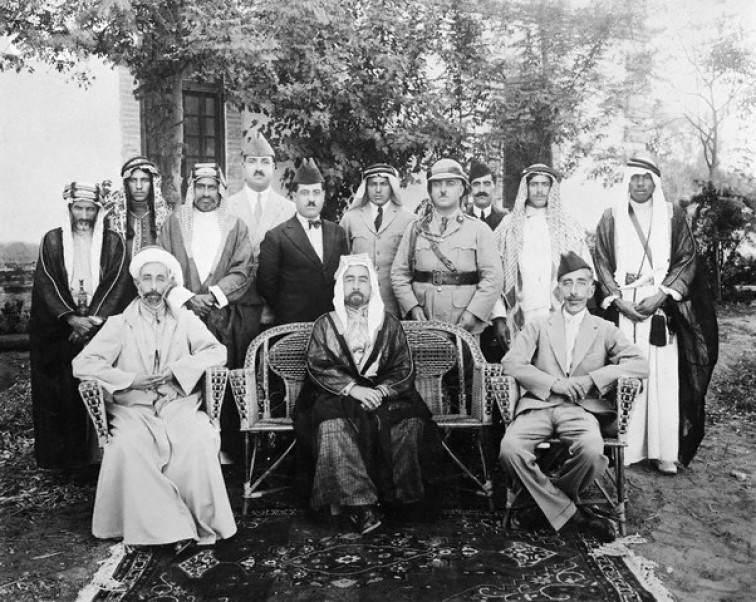
1920년대 중반 후세인의 아들들: 알리, 압둘라, 파이살

가족 구성원 간의 관계:
|  |  |  |  |  |  |  |  |  |  |  |  |  |  |  |  |  |  |                                                                                   |                                                                                   |                                                                                   |                                                                                   |                                                                                   |                                                                                   |  |  |  |  | 후세인 메카의 샤리프 1908년 11월 – 1924년 10월 3일 헤자즈 국왕 1916년 10월 – 1924년 10월 3일 |                                                                        |                                                                        |                                                                        |                                                                        |                                                                        |  |  | | | | | | |  |  |                                  |                                  |                                  |                                  |                                  |                                  |  |  |  |  |  |  |  |  |  |  |  |  |  |  |  |  |  |  |  |  |  |  |
|  |  |  |  |  |  |  |  |  |  |  |  |  |  |  |  |  |  |                                                                                   |                                                                                   |                                                                                   |                                                                                   |                                                                                   |                                                                                   |  |  |  |  |                                                                                              |                                                                        |                                                                        |                                                                        |                                                                        |                                                                        |  |  | | | | | | |  |  |                                  |                                  |                                  |                                  |                                  |                                  |  |  |  |  |  |  |  |  |  |  |  |  |  |  |  |  |  |  |  |  |  |  |
|  |  |  |  |  |  |  |  |  |  |  |  |  |  |  |  |  |  |                                                                                   |                                                                                   |                                                                                   |                                                                                   |                                                                                   |                                                                                   |  |  |  |  |                                                                                              |                                                                        |                                                                        |                                                                        |                                                                        |                                                                        |  |  | | | | | | |  |  |                                  |                                  |                                  |                                  |                                  |                                  |  |  |  |  |  |  |  |  |  |  |  |  |  |  |  |  |  |  |  |  |  |  |
|  |  |  |  |  |  |  |  |  |  |  |  |  |  |  |  |  |  | 알리 헤자즈 국왕 1924년 10월 3일 – 1925년 12월 19일 (사우디 정복으로 군주제 패배) | 알리 헤자즈 국왕 1924년 10월 3일 – 1925년 12월 19일 (사우디 정복으로 군주제 패배) | 알리 헤자즈 국왕 1924년 10월 3일 – 1925년 12월 19일 (사우디 정복으로 군주제 패배) | 알리 헤자즈 국왕 1924년 10월 3일 – 1925년 12월 19일 (사우디 정복으로 군주제 패배) | 알리 헤자즈 국왕 1924년 10월 3일 – 1925년 12월 19일 (사우디 정복으로 군주제 패배) | 알리 헤자즈 국왕 1924년 10월 3일 – 1925년 12월 19일 (사우디 정복으로 군주제 패배) |  |  |  |  | 압둘라 1세 요르단 에미르 (이후 국왕) 1921년 4월 11일 – 1951년 7월 20일                       | 압둘라 1세 요르단 에미르 (이후 국왕) 1921년 4월 11일 – 1951년 7월 20일 | 압둘라 1세 요르단 에미르 (이후 국왕) 1921년 4월 11일 – 1951년 7월 20일 | 압둘라 1세 요르단 에미르 (이후 국왕) 1921년 4월 11일 – 1951년 7월 20일 | 압둘라 1세 요르단 에미르 (이후 국왕) 1921년 4월 11일 – 1951년 7월 20일 | 압둘라 1세 요르단 에미르 (이후 국왕) 1921년 4월 11일 – 1951년 7월 20일 |  |  | 파이살 1세 시리아 국왕 1920년 3월 8일 – 1920년 7월 24일 이라크 국왕 1921년 8월 23일 – 1933년 9월 8일 | 파이살 1세 시리아 국왕 1920년 3월 8일 – 1920년 7월 24일 이라크 국왕 1921년 8월 23일 – 1933년 9월 8일 | 파이살 1세 시리아 국왕 1920년 3월 8일 – 1920년 7월 24일 이라크 국왕 1921년 8월 23일 – 1933년 9월 8일 | 파이살 1세 시리아 국왕 1920년 3월 8일 – 1920년 7월 24일 이라크 국왕 1921년 8월 23일 – 1933년 9월 8일 | 파이살 1세 시리아 국왕 1920년 3월 8일 – 1920년 7월 24일 이라크 국왕 1921년 8월 23일 – 1933년 9월 8일 | 파이살 1세 시리아 국왕 1920년 3월 8일 – 1920년 7월 24일 이라크 국왕 1921년 8월 23일 – 1933년 9월 8일 |  |  | 제이드 왕자 (이라크 왕위 주장자) | 제이드 왕자 (이라크 왕위 주장자) | 제이드 왕자 (이라크 왕위 주장자) | 제이드 왕자 (이라크 왕위 주장자) | 제이드 왕자 (이라크 왕위 주장자) | 제이드 왕자 (이라크 왕위 주장자) |  |  |  |  |  |  |  |  |  |  |  |  |  |  |  |  |  |  |  |  |  |  |
|  |  |  |  |  |  |  |  |  |  |  |  |  |  |  |  |  |  | 알리 헤자즈 국왕 1924년 10월 3일 – 1925년 12월 19일 (사우디 정복으로 군주제 패배) | 알리 헤자즈 국왕 1924년 10월 3일 – 1925년 12월 19일 (사우디 정복으로 군주제 패배) | 알리 헤자즈 국왕 1924년 10월 3일 – 1925년 12월 19일 (사우디 정복으로 군주제 패배) | 알리 헤자즈 국왕 1924년 10월 3일 – 1925년 12월 19일 (사우디 정복으로 군주제 패배) | 알리 헤자즈 국왕 1924년 10월 3일 – 1925년 12월 19일 (사우디 정복으로 군주제 패배) | 알리 헤자즈 국왕 1924년 10월 3일 – 1925년 12월 19일 (사우디 정복으로 군주제 패배) |  |  |  |  | 압둘라 1세 요르단 에미르 (이후 국왕) 1921년 4월 11일 – 1951년 7월 20일                       | 압둘라 1세 요르단 에미르 (이후 국왕) 1921년 4월 11일 – 1951년 7월 20일 | 압둘라 1세 요르단 에미르 (이후 국왕) 1921년 4월 11일 – 1951년 7월 20일 | 압둘라 1세 요르단 에미르 (이후 국왕) 1921년 4월 11일 – 1951년 7월 20일 | 압둘라 1세 요르단 에미르 (이후 국왕) 1921년 4월 11일 – 1951년 7월 20일 | 압둘라 1세 요르단 에미르 (이후 국왕) 1921년 4월 11일 – 1951년 7월 20일 |  |  | 파이살 1세 시리아 국왕 1920년 3월 8일 – 1920년 7월 24일 이라크 국왕 1921년 8월 23일 – 1933년 9월 8일 | 파이살 1세 시리아 국왕 1920년 3월 8일 – 1920년 7월 24일 이라크 국왕 1921년 8월 23일 – 1933년 9월 8일 | 파이살 1세 시리아 국왕 1920년 3월 8일 – 1920년 7월 24일 이라크 국왕 1921년 8월 23일 – 1933년 9월 8일 | 파이살 1세 시리아 국왕 1920년 3월 8일 – 1920년 7월 24일 이라크 국왕 1921년 8월 23일 – 1933년 9월 8일 | 파이살 1세 시리아 국왕 1920년 3월 8일 – 1920년 7월 24일 이라크 국왕 1921년 8월 23일 – 1933년 9월 8일 | 파이살 1세 시리아 국왕 1920년 3월 8일 – 1920년 7월 24일 이라크 국왕 1921년 8월 23일 – 1933년 9월 8일 |  |  | 제이드 왕자 (이라크 왕위 주장자) | 제이드 왕자 (이라크 왕위 주장자) | 제이드 왕자 (이라크 왕위 주장자) | 제이드 왕자 (이라크 왕위 주장자) | 제이드 왕자 (이라크 왕위 주장자) | 제이드 왕자 (이라크 왕위 주장자) |  |  |  |  |  |  |  |  |  |  |  |  |  |  |  |  |  |  |  |  |  |  |
|  |  |  |  |  |  |  |  |  |  |  |  |  |  |  |  |  |  | 압둘 일라 (이라크 섭정)                                                           | 압둘 일라 (이라크 섭정)                                                           | 압둘 일라 (이라크 섭정)                                                           | 압둘 일라 (이라크 섭정)                                                           | 압둘 일라 (이라크 섭정)                                                           | 압둘 일라 (이라크 섭정)                                                           |  |  |  |  | 탈랄 요르단 국왕 1951년 7월 20일 – 1952년 8월 11일                                           | 탈랄 요르단 국왕 1951년 7월 20일 – 1952년 8월 11일                     | 탈랄 요르단 국왕 1951년 7월 20일 – 1952년 8월 11일                     | 탈랄 요르단 국왕 1951년 7월 20일 – 1952년 8월 11일                     | 탈랄 요르단 국왕 1951년 7월 20일 – 1952년 8월 11일                     | 탈랄 요르단 국왕 1951년 7월 20일 – 1952년 8월 11일                     |  |  | 가지 이라크 국왕 1933년 9월 8일 – 1939년 4월 4일                                                     | 가지 이라크 국왕 1933년 9월 8일 – 1939년 4월 4일                                                     | 가지 이라크 국왕 1933년 9월 8일 – 1939년 4월 4일                                                     | 가지 이라크 국왕 1933년 9월 8일 – 1939년 4월 4일                                                     | 가지 이라크 국왕 1933년 9월 8일 – 1939년 4월 4일                                                     | 가지 이라크 국왕 1933년 9월 8일 – 1939년 4월 4일                                                     |  |  | 라아드 왕자 (이라크 왕위 주장자) | 라아드 왕자 (이라크 왕위 주장자) | 라아드 왕자 (이라크 왕위 주장자) | 라아드 왕자 (이라크 왕위 주장자) | 라아드 왕자 (이라크 왕위 주장자) | 라아드 왕자 (이라크 왕위 주장자) |  |  |  |  |  |  |  |  |  |  |  |  |  |  |  |  |  |  |  |  |  |  |
|  |  |  |  |  |  |  |  |  |  |  |  |  |  |  |  |  |  | 압둘 일라 (이라크 섭정)                                                           | 압둘 일라 (이라크 섭정)                                                           | 압둘 일라 (이라크 섭정)                                                           | 압둘 일라 (이라크 섭정)                                                           | 압둘 일라 (이라크 섭정)                                                           | 압둘 일라 (이라크 섭정)                                                           |  |  |  |  | 탈랄 요르단 국왕 1951년 7월 20일 – 1952년 8월 11일                                           | 탈랄 요르단 국왕 1951년 7월 20일 – 1952년 8월 11일                     | 탈랄 요르단 국왕 1951년 7월 20일 – 1952년 8월 11일                     | 탈랄 요르단 국왕 1951년 7월 20일 – 1952년 8월 11일                     | 탈랄 요르단 국왕 1951년 7월 20일 – 1952년 8월 11일                     | 탈랄 요르단 국왕 1951년 7월 20일 – 1952년 8월 11일                     |  |  | 가지 이라크 국왕 1933년 9월 8일 – 1939년 4월 4일                                                     | 가지 이라크 국왕 1933년 9월 8일 – 1939년 4월 4일                                                     | 가지 이라크 국왕 1933년 9월 8일 – 1939년 4월 4일                                                     | 가지 이라크 국왕 1933년 9월 8일 – 1939년 4월 4일                                                     | 가지 이라크 국왕 1933년 9월 8일 – 1939년 4월 4일                                                     | 가지 이라크 국왕 1933년 9월 8일 – 1939년 4월 4일                                                     |  |  | 라아드 왕자 (이라크 왕위 주장자) | 라아드 왕자 (이라크 왕위 주장자) | 라아드 왕자 (이라크 왕위 주장자) | 라아드 왕자 (이라크 왕위 주장자) | 라아드 왕자 (이라크 왕위 주장자) | 라아드 왕자 (이라크 왕위 주장자) |  |  |  |  |  |  |  |  |  |  |  |  |  |  |  |  |  |  |  |  |  |  |
|  |  |  |  |  |  |  |  |  |  |  |  |  |  |  |  |  |  |                                                                                   |                                                                                   |                                                                                   |                                                                                   |                                                                                   |                                                                                   |  |  |  |  | 후세인 요르단 국왕 1952년 8월 11일 – 1999년 2월 7일                                          | 후세인 요르단 국왕 1952년 8월 11일 – 1999년 2월 7일                    | 후세인 요르단 국왕 1952년 8월 11일 – 1999년 2월 7일                    | 후세인 요르단 국왕 1952년 8월 11일 – 1999년 2월 7일                    | 후세인 요르단 국왕 1952년 8월 11일 – 1999년 2월 7일                    | 후세인 요르단 국왕 1952년 8월 11일 – 1999년 2월 7일                    |  |  | 파이살 2세 이라크 국왕 1939년 4월 4일 – 1958년 7월 14일 (쿠데타로 군주제 전복                        | 파이살 2세 이라크 국왕 1939년 4월 4일 – 1958년 7월 14일 (쿠데타로 군주제 전복                        | 파이살 2세 이라크 국왕 1939년 4월 4일 – 1958년 7월 14일 (쿠데타로 군주제 전복                        | 파이살 2세 이라크 국왕 1939년 4월 4일 – 1958년 7월 14일 (쿠데타로 군주제 전복                        | 파이살 2세 이라크 국왕 1939년 4월 4일 – 1958년 7월 14일 (쿠데타로 군주제 전복                        | 파이살 2세 이라크 국왕 1939년 4월 4일 – 1958년 7월 14일 (쿠데타로 군주제 전복                        |  |  | 제이드 왕자                      | 제이드 왕자                      | 제이드 왕자                      | 제이드 왕자                      | 제이드 왕자                      | 제이드 왕자                      |  |  |  |  |  |  |  |  |  |  |  |  |  |  |  |  |  |  |  |  |  |  |
|  |  |  |  |  |  |  |  |  |  |  |  |  |  |  |  |  |  |                                                                                   |                                                                                   |                                                                                   |                                                                                   |                                                                                   |                                                                                   |  |  |  |  | 후세인 요르단 국왕 1952년 8월 11일 – 1999년 2월 7일                                          | 후세인 요르단 국왕 1952년 8월 11일 – 1999년 2월 7일                    | 후세인 요르단 국왕 1952년 8월 11일 – 1999년 2월 7일                    | 후세인 요르단 국왕 1952년 8월 11일 – 1999년 2월 7일                    | 후세인 요르단 국왕 1952년 8월 11일 – 1999년 2월 7일                    | 후세인 요르단 국왕 1952년 8월 11일 – 1999년 2월 7일                    |  |  | 파이살 2세 이라크 국왕 1939년 4월 4일 – 1958년 7월 14일 (쿠데타로 군주제 전복                        | 파이살 2세 이라크 국왕 1939년 4월 4일 – 1958년 7월 14일 (쿠데타로 군주제 전복                        | 파이살 2세 이라크 국왕 1939년 4월 4일 – 1958년 7월 14일 (쿠데타로 군주제 전복                        | 파이살 2세 이라크 국왕 1939년 4월 4일 – 1958년 7월 14일 (쿠데타로 군주제 전복                        | 파이살 2세 이라크 국왕 1939년 4월 4일 – 1958년 7월 14일 (쿠데타로 군주제 전복                        | 파이살 2세 이라크 국왕 1939년 4월 4일 – 1958년 7월 14일 (쿠데타로 군주제 전복                        |  |  | 제이드 왕자                      | 제이드 왕자                      | 제이드 왕자                      | 제이드 왕자                      | 제이드 왕자                      | 제이드 왕자                      |  |  |  |  |  |  |  |  |  |  |  |  |  |  |  |  |  |  |  |  |  |  |
|  |  |  |  |  |  |  |  |  |  |  |  |  |  |  |  |  |  |                                                                                   |                                                                                   |                                                                                   |                                                                                   |                                                                                   |                                                                                   |  |  |  |  | 압둘라 2세 요르단 국왕 1999년 2월 7일 – 현재                                                 |                                                                        |                                                                        |                                                                        |                                                                        |                                                                        |  |  | | | | | | |  |  |                                  |                                  |                                  |                                  |                                  |                                  |  |  |  |  |  |  |  |  |  |  |  |  |  |  |  |  |  |  |  |  |  |  |
|  |  |  |  |  |  |  |  |  |  |  |  |  |  |  |  |  |  |                                                                                   |                                                                                   |                                                                                   |                                                                                   |                                                                                   |                                                                                   |  |  |  |  |                                                                                              |                                                                        |                                                                        |                                                                        |                                                                        |                                                                        |  |  | | | | | | |  |  |                                  |                                  |                                  |                                  |                                  |                                  |  |  |  |  |  |  |  |  |  |  |  |  |  |  |  |  |  |  |  |  |  |  |
|  |  |  |  |  |  |  |  |  |  |  |  |  |  |  |  |  |  |                                                                                   |                                                                                   |                                                                                   |                                                                                   |                                                                                   |                                                                                   |  |  |  |  | 후세인 (요르단 왕세자)                                                                       |                                                                        |                                                                        |                                                                        |                                                                        |                                                                        |  |  | | | | | | |  |  |                                  |                                  |                                  |                                  |                                  |                                  |  |  |  |  |  |  |  |  |  |  |  |  |  |  |  |  |  |  |  |  |  |  |

### 내용주
1. ↑  저자 이안 루트리지에 따르면 압둘라의 반응은 알려지지 않았다.[46] 한편 루드는 3월 1일 압둘라와 비커리 간의 대화를 언급한다. "...그는 영국 정부의 최소 20년간의 지원과 원조가 보장된다면 이라크의 에미르가 되고 싶어 할 것이다. 그는 영국이 위임통치권을 가지지 않은 어떤 나라에서도 직책을 수락하지 않을 것이다..."[47]
2. ↑  2년 전에 출판된 그의 《사막에 불을 지르다》에서 바는 거의 15년 동안 사라졌던 두 가지 가장 중요한 편지의 아랍어 버전 사본이 카이로 로널드 스토어스 사무실의 정리 과정에서 발견되었다고 덧붙여 설명했다. 1939년 1월 23일 내각에 회람된 아랍인의 주장의 강도에 대한 비밀 법률 의견에서 대법관은 "이 부주의한 번역은 유보의 의미를 완전히 바꾸어 놓거나, 적어도 그 의미를 극도로 모호하게 만든다"고 인정했다.[64]

### 인용
1. ↑  “BBC NEWS – UK – Lawrence's Mid-East map on show”. 2005년 10월 11일.
2. ↑  Paris 2004, 50쪽.
3. ↑  Rogan, Eugene L. (2016). 〈The Emergence of the Middle East into the Modern State System〉.   Fawcett, Louise. 《International relations of the Middle east》. Oxford University Press. 50쪽. ISBN 978-0-19-870874-2.
4. ↑  Paris 2004, 246쪽.
5. ↑  《Arab Awakening》. Taylor & Francis. 2013년 12월 19일. 303–쪽. ISBN 978-1-317-84769-4.
6. ↑  William E. Watson (2003). 《Tricolor and Crescent: France and the Islamic World》. Greenwood Publishing Group. 53–쪽. ISBN 978-0-275-97470-1.
7. ↑  Eliezer Tauber (2014년 3월 5일). 《The Arab Movements in World War I》. Routledge. 240–쪽. ISBN 978-1-135-19978-4.
8. ↑  Troeller, Gary (2013년 10월 23일). 《The Birth of Saudi Arabia: Britain and the Rise of the House of Sa'ud》. Routledge. ISBN 978-1-135-16198-9.
9. ↑  Zamir, Meir (2006년 12월 6일). 《Faisal and the Lebanese question, 1918–20》. 《Middle Eastern Studies》 27. 404쪽. doi:10.1080/00263209108700868.
10. ↑  Paris 2004, 59쪽.
11. ↑  Lieshout, Robert H. (2016). 《Britain and the Arab Middle East: World War I and its Aftermath》. I.B.Tauris. 358쪽. ISBN 978-1-78453-583-4.
12. ↑  Allawi 2014, 250쪽.
13. ↑  Elie Kedouri (2014년 4월 8일). 《In the Anglo-Arab Labyrinth: The McMahon-Husayn Correspondence and its Interpretations 1914–1939》. Routledge. 229–쪽. ISBN 978-1-135-30842-1.
14. ↑  Allawi 2014, 253쪽.
15. ↑  Ayse Tekdal Fildis. “The Troubles in Syria: Spawned by French Divide and Rule”. 《Middle East Policy Council》. 2019년 6월 13일에 확인함.
16. ↑  Philips S. Khoury, Syria and the French Mandate; The Politics of Arab Nationalism, 1920–1945 Middle East Studies I. B. Tauris, 1987, p=442
17. ↑  Paris 2004, 65쪽.
18. ↑  Friedman 2017, 269쪽.
19. ↑  Allawi 2014, 586쪽.
20. ↑  Allawi 2014, 278쪽.
21. 1 2  Friedman 2017, 272쪽.
22. ↑  Allawi 2014, 290쪽.
23. ↑  Bennett 1995, 104쪽.
24. ↑  영국이 위임통치에 대한 준수를 질의한 한 가지 예시: 한사드, : HL Deb 15 June 1921 vol 45 cc559-63
25. ↑  Paris 2004, 288쪽.
26. ↑  Paris 2004, 284쪽.
27. ↑  Michael J. Cohen (2013년 9월 13일). 《Churchill and the Jews, 1900–1948》. Taylor & Francis. 63–쪽. ISBN 978-1-135-31913-7.
28. ↑  Bennett 1995, 111쪽.
29. ↑  Reeva Spector Simon; Michael Menachem Laskier; Sara Reguer (2003년 4월 30일). 《The Jews of the Middle East and North Africa in Modern Times》. Columbia University Press. 353–쪽. ISBN 978-0-231-50759-2.
30. ↑  Allawi 2014, 360쪽.
31. ↑  Rudd 1993, 305, 309쪽.
32. ↑  Middle East, HC Deb 14 June 1921 vol 143 cc265-334
33. ↑  Rudd 1993, 309쪽.
34. ↑  Rudd 1993, 312쪽.
35. ↑  Rudd 1993, 305쪽.
36. ↑  Rudd 1993, 307쪽.
37. ↑  Report on Middle East Conference held in Cairo and Jerusalem, March 12th to 30th, 1921, Appendix 19, p. 109-111. British Colonial Office, June 1921 (CO 935/1/1)
38. ↑  Joab B. Eilon; Yoav Alon (2007년 3월 30일). 《The Making of Jordan: Tribes, Colonialism and the Modern State》. I.B.Tauris. 40–쪽. ISBN 978-1-84511-138-0.
39. ↑  Macmunn & Falls 1930, 609쪽: "아랍 지역은 두 부분으로 나뉘었고, 그 남부는 오늘날 후세인의 둘째 아들 압둘라의 통치 하에 트란스요르단 위임통치령이 되었다. 다마스쿠스에서는 파이살의 통치 하에 프랑스 보호국 실험이 시도되었으나, 이는 빠르게 실패했다. 파이살은 1920년 7월 프랑스에 의해 축출되었고, A 구역은 공통 행정부 하에 청색 구역과 연결되었다."
40. ↑  Dann, U. (1969). The Beginnings of the Arab Legion. Middle Eastern Studies,5(3), 181-191. Retrieved from http://www.jstor.org/stable/4282290 "...파이살이 시리아를 떠나 암만에 압둘라가 설치되기까지의 공백기."
41. ↑  Norman Bentwich, England in Palestine, p51, "고등판무관은 ... 파이살 에미르가 ... 자신의 왕국에서 도피해야 할 때 취임한 지 불과 며칠밖에 되지 않았다" 그리고 "파이살의 출국과 시리아 에미르국의 해체는 요르단 동쪽 지역을 알 수 없는 독립 상태에 놓이게 했다. 한동안 그곳은 무인지대였다. 오스만 제국에서는 이 지역이 다마스쿠스 빌라예트에 속해 있었지만, 군정청 하에서는 다마스쿠스에서 통치되는 동부 점령지의 일부로 취급되었다. 그러나 이제 그 종속 관계가 계속될 수는 없었고, 자연적으로 팔레스타인에 속하게 되었다. 이 지역은 실제로 팔레스타인 위임통치령에 포함되었지만, 유대인 민족 본거지에 관한 위임통치령 조항의 적용과 관련하여 어려운 문제들이 발생했다. 아랍인들에게 약속된 자치 아랍 지역에는 이 영토가 포함되었다. 마지막으로, 영국 정부는 어떠한 확정적인 약속도 하려 하지 않았고, 군대의 진입을 거부했다. 따라서 아랍인들은 자신들의 운명을 개척하도록 남겨졌다."
42. ↑  Pipes, Daniel (1992년 3월 26일). 《Greater Syria: The History of an Ambition》. Oxford University Press. 28–쪽. ISBN 978-0-19-536304-3.
43. ↑  Edward W. Said; Christopher Hitchens (2001). 《Blaming the Victims: Spurious Scholarship and the Palestinian Question》. Verso. 197–쪽. ISBN 978-1-85984-340-6.
44. ↑  Vatikiotis, P.J. (2017년 5월 18일). 《Politics and the Military in Jordan: A Study of the Arab Legion, 1921–1957》. Taylor & Francis. ISBN 978-1-351-78303-3.
45. ↑  Gökhan Bacik (2008). 《Hybrid sovereignty in the Arab Middle East: the cases of Kuwait, Jordan, and Iraq》. Macmillan. 76쪽. ISBN 978-0-230-60040-9. 2011년 4월 9일에 확인함.
46. ↑  Ian Rutledge (2015년 6월 1일). 《Enemy on the Euphrates: The Battle for Iraq, 1914–1921》. Saqi. 135–쪽. ISBN 978-0-86356-767-4.
47. ↑  Rudd 1993, 257쪽.
48. ↑  Charles Tripp (2002년 5월 27일). 《A History of Iraq》. Cambridge University Press. 43쪽. ISBN 978-0-521-52900-6.
49. ↑  Allawi 2014, 301쪽.
50. ↑  Paris 2004, 122쪽.
51. ↑  Allawi 2014, 312쪽.
52. ↑  Allawi 2014, 304쪽.
53. ↑  Allawi 2014, 309쪽.
54. ↑  Paris 2004, 0119쪽.
55. ↑  Allawi 2014, 318쪽.
56. ↑  Rudd 1993, 316쪽.
57. ↑  Allawi 2014, 316쪽.
58. ↑  Barry Rubin; Wolfgang G. Schwanitz (2014년 2월 25일). 《Nazis, Islamists, and the Making of the Modern Middle East》. Yale University Press. 64–쪽. ISBN 978-0-300-14090-3.
59. ↑  Younan Labib Rizk (2009년 8월 21일). 《Britain and Arab Unity: A Documentary History from the Treaty of Versailles to the End of World War II》. I.B.Tauris. 38–쪽. ISBN 978-0-85771-103-8.
60. ↑  Allawi 2014, 319쪽.
61. 1 2  Friedman 2017, 297쪽.
62. ↑  Friedman 2017, 298쪽.
63. ↑  Barr, James (2011). 《A Line in the Sand: Britain, France and the struggle that shaped the Middle East》. Simon & Schuster. 60쪽. ISBN 978-1-84983-903-7.
64. ↑  James Barr (2011년 11월 7일). 《Setting the Desert on Fire: T.E. Lawrence and Britain's Secret War in Arabia, 1916–18》. Bloomsbury Publishing. 250–쪽. ISBN 978-1-4088-2789-5.
65. ↑  Elie Kedouri (2014년 4월 8일). 《In the Anglo-Arab Labyrinth: The McMahon-Husayn Correspondence and its Interpretations 1914–1939》. Routledge. 237–41쪽. ISBN 978-1-135-30842-1.
66. ↑  Paris 2004, 257, 268쪽.
67. ↑  Friedman 2017, 299쪽.
68. ↑  Friedman 2017, 312쪽.
69. ↑  Paris 2004, 271쪽.
70. ↑  Paris 2004, 121쪽.
71. ↑  Rudd 1993, 317쪽.
72. ↑  Allawi 2014, 321쪽.
73. 1 2  Allawi 2014, 322쪽.
74. ↑  Paris 2004, 128쪽.
75. ↑  Allawi 2014, 322–333쪽.
76. ↑  Friedman 2017, 277쪽.
77. ↑  Paris 2004, 129쪽.
78. ↑  Allawi 2014, 323쪽.
79. ↑  한사드, "아랍인에 대한 약속.": HC Deb 11 July 1922 vol 156 cc1032–5
80. ↑  Rudd 1993, 318쪽.
81. ↑  Paris 2004, 130쪽.
82. ↑  Susan Pedersen (2015년 4월 29일). 《The Guardians: The League of Nations and the Crisis of Empire》. Oxford University Press. 81–쪽. ISBN 978-0-19-022639-8.
83. ↑  Allawi 2014, 326쪽.
84. ↑  Efraim Karsh; Inari Karsh (2001). 《Empires of the Sand: The Struggle for Mastery in the Middle East, 1789–1923》. Harvard University Press. 286–쪽. ISBN 978-0-674-00541-9.
85. ↑  Friedman 2017, 307쪽.
86. ↑  Paris 2004, 129–30쪽.
87. ↑  “Memorandum Submitted to the Conference of Allied Powers at the House of Commons”. 《Unispal》. 2019년 6월 11일에 확인함.
88. ↑  Allawi 2014, 329쪽.
89. ↑  Efraim Karsh; Inari Karsh (June 2009). 《Empires of the Sand: The Struggle for Mastery in the Middle East, 1789–1923》. Harvard University Press. 392–쪽. ISBN 978-0-674-03934-6.
90. ↑  Paris 2004, 134쪽.
91. ↑  Allawi 2014, 333쪽.
92. ↑  Allawi 2014, 336쪽.
93. ↑  Allawi 2014, 336, 379쪽.
94. ↑  Mousa, Suleiman (1978). 《A Matter of Principle: King Hussein of the Hejaz and the Arabs of Palestine》. 《International Journal of Middle East Studies》 9. 184–185쪽. doi:10.1017/S0020743800000052. S2CID 163677445.
95. ↑  Paris 2004, 252쪽.
96. ↑  John Slight (2015년 10월 12일). 《The British Empire and the Hajj》. Harvard University Press. 176–쪽. ISBN 978-0-674-91582-4.
97. ↑  Teitelbaum, Joshua (2000). 《"Taking Back" the Caliphate: Sharīf Ḥusayn Ibn ʿAlī, Mustafa Kemal and the Ottoman Caliphate》. 《Die Welt des Islams》 40. 412–424쪽. doi:10.1163/1570060001505343. JSTOR 1571258.
98. ↑  Al-Rasheed, Madawi; Kersten, Carool; Shterin, Marat (2012년 11월 12일). 《Demystifying the Caliphate: Historical Memory and Contemporary Contexts》. Oxford University Press. 48–쪽. ISBN 978-0-19-025712-5.
99. ↑  Paris 2004, 335–337쪽.
100. ↑  Paris 2004, 344쪽.
101. ↑  “Welcome to the Office of King Hussein I dedicated to the father of Modern Jordan”. 《The Royal Hashemite Court》. 2019년 8월 5일에 확인함.

## 참고 문헌
- Allawi, Ali A. (2014). 《Faisal I of Iraq》. Yale University Press. 1–쪽. ISBN 978-0-300-19936-9.
- Bennett, G. (1995년 8월 9일). 《British Foreign Policy during the Curzon Period, 1919–24》. Palgrave Macmillan UK. ISBN 978-0-230-37735-6.
- Friedman, Isaiah (2017년 9월 8일). 《British Pan-Arab Policy, 1915–1922》. Taylor & Francis. 277–쪽. ISBN 978-1-351-53064-4.
- Paris, Timothy J. (2004년 11월 23일). 《Britain, the Hashemites and Arab Rule: The Sherifian Solution》. Routledge. ISBN 978-1-135-77191-1.
- Rudd, Jeffery A. (1993). 《Abdallah bin al-Husayn: The Making of an Arab Political Leader, 1908–1921》 (PDF) (PhD). SOAS Research Online. 45–46쪽. 2019년 6월 12일에 확인함.
- Macmunn, G. F.; Falls, C. (1930). 《Military Operations: Egypt and Palestine, From June 1917 to the End of the War Part II》. History of the Great War based on Official Documents by Direction of the Committee of Imperial Defence II. accompanying Map Case 1판. London: HMSO. OCLC 656066774.